# Crecer con papá
Crecer con Papá fue una serie de televisión argentina de comedia dramática. Comenzó a emitirse los martes a las 21 en el año 1982, siendo el programa más visto del año en la pantalla de Canal 13. El libro del programa fue escrito por Elio Eramy y fue dirigida por Jorge Palaz. Era protagonizada por Alberto Martín y Gabriela Gili, junto a Claudia Rucci, Teresita Lladó y Lorena Paola. Ante el éxito tuvo su versión teatral durante dos temporadas.

## Argumento
La serie contaba la historia de un viudo que se encargaba de criar a sus tres hijas.
En base a esta telecomedia se creó ¡Grande, pa!.

## Elenco
- Alberto Martín (Martín)
- Claudia Rucci (Ana)
- Teresita Lladó (Angie)
- Lorena Paola (Tina)
- María Fiorentino (Frasca)
- Gabriela Gili (Susana)
- Carlos Moreno (Casimiro)
- Cristina Fernández (Luisa)
- Silvia Merlino (Norma)
- Marta Albertini (Ninón)
- Germán Kraus
- Mónica Vehil (Lola)
- Marcelo Fabián Rodríguez (Pancho)
- Judith Gabbani (Romina)
- Hilda Blanco (Clarita)
- Luis Hernández (Julito)
- Juan Peña (Juan)
- Guillermo Bianco (Polo)
- Alberto Bonez (Milo)
- Noemí Kazan (Casilda)
- Gustavo Demirdjián (Chico)
- Gloria  Raines (Profesora de inglés)
- Lilián Riera (Directora)
- Jorge Steblak (Tony)
- Elina Trentuno (Lucy)

- Datos: Q107720937